# Muntautomaat

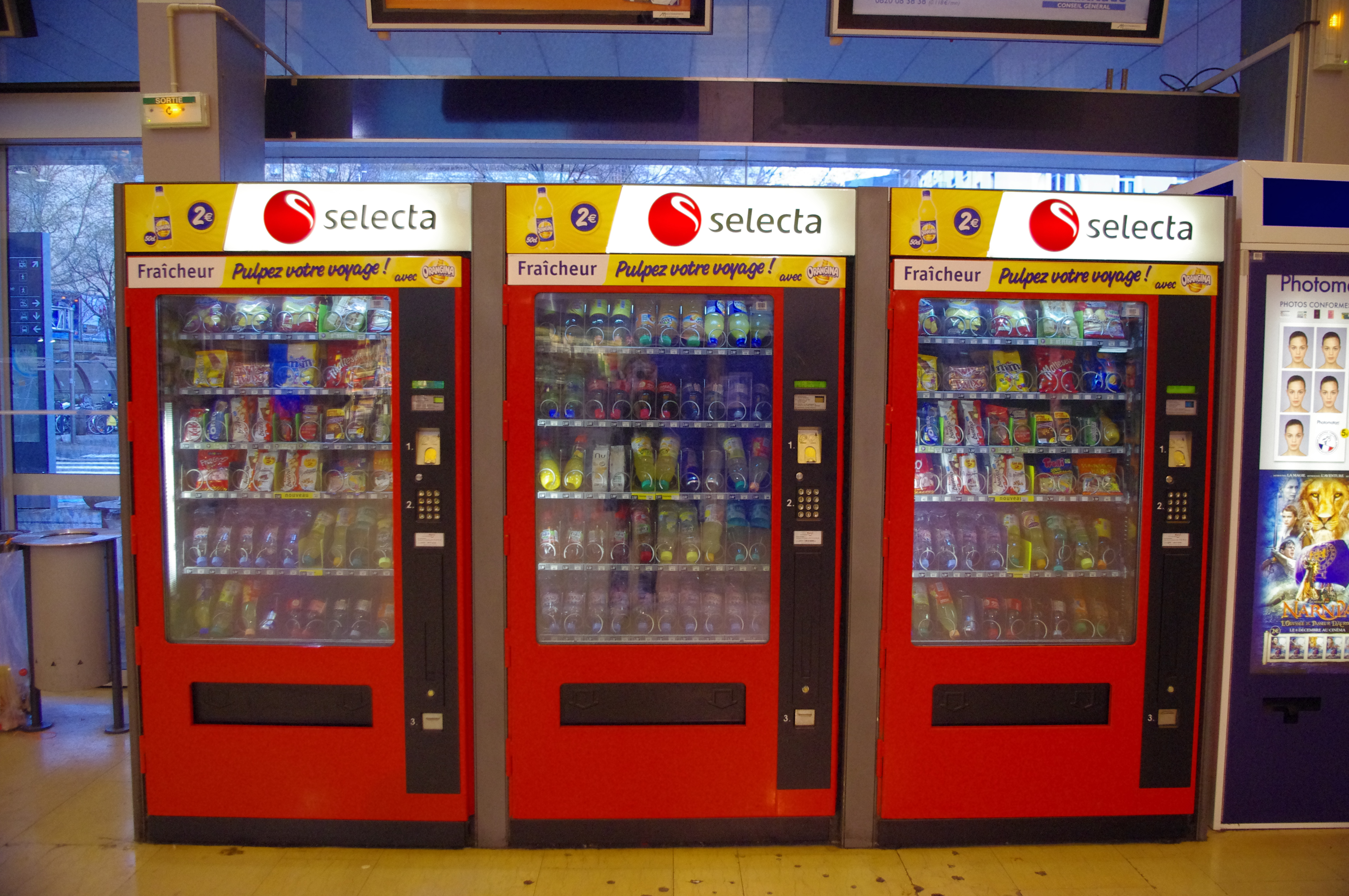
Muntautomaten voor frisdrank en versnaperingen in Frankrijk

Een muntautomaat is een machine die in het algemeen verkoopautomaat wordt genoemd en die na inworp van munten en/of penningen een product afgeeft. 
Toepassingen zijn bijvoorbeeld muntmeters, parkeermeters of geldwisselautomaten.
Muntautomaten worden in toenemende mate vervangen door verkoopautomaten waarmee betaald kan worden via contactloos betalen of pinnen. Er is dan geen contant geld meer in de automaat aanwezig dat afgevoerd moet worden of gestolen kan worden. Aangezien het aanbieden van verschillende betaalmogelijkheden over het algemeen leidt tot meer verkopen, wordt de muntautomaat toch nog op heel veel locaties gebruikt.
Een geldwisselautomaat levert kleingeld na inworp van een grotere munt of bankbiljet.
Muntautomaten zijn er in vele soorten en maten. Voor elke elektronische toepassing heb je tegenwoordig wel een muntautomaat die ervoor kan zorgen dat het apparaat pas werkt bij het inwerpen van een munt. Over het algemeen heb je elektronische muntautomaten en mechanische muntautomaten.
Elektronische muntautomaten worden elektrisch gevoed en geven een elektronische puls af die de ontvanger laat weten welke munt is ingeworpen. Een dergelijke muntautomaat kan verschillende soorten munten herkennen. Met wel 24 verschillende parameters worden de munten van elkaar onderscheiden. Zo meet de elektronische muntautomaat niet alleen het gewicht, diameter en dikte, maar ook het reliëf op de ingeworpen munt geeft een verschil in parameters. De meest gebruikte en meest bekende elektronische muntautomaten zijn de G13 van NRI en de EMP800 van WH Berlin.
Mechanische muntautomaten onderscheiden de munten op een mechanische manier en hebben geen netvoeding nodig. De benodigde energie wordt door de gebruiker geleverd, bijvoorbeeld door aan een knop te draaien. Als uitgangssignaal wordt er meestal een schakelaar omgezet als de juiste munt is ingeworpen. De mechanische muntautomaat is beperkt. Hij kan maar één soort munt accepteren en door de mechanische werking is hij gevoeliger voor het doorlaten van valse munten. Ook de levensduur is korter dan de elektronische muntautomaat, maar daar staat weer tegenover dat hij bijna de helft goedkoper is.